# شوجی تویاما
شوجی تویاما (ژاپنی: 唐山 翔自؛ زادهٔ ۲۱ سپتامبر ۲۰۰۲) یک بازیکن فوتبال اهل ژاپن است.
از باشگاه‌هایی که در آن بازی کرده‌است می‌توان به باشگاه فوتبال گامبا اوساکا اشاره کرد.